# 李美子
李美子（韓語：이미자，1963年9月6日—），韩国女子篮球运动员。她曾代表韩国国家队参加1984年夏季奥林匹克运动会篮球比赛，获得一枚银牌。她也曾参加1986年亚洲运动会。